# Seaton Sluice
Seaton Sluice är en by i Northumberland i England. Orten har 3 081 invånare (2001).